# آدریانو ریگوگلیوسو
آدریانو ریگوگلیوسو (انگلیسی: Adriano Rigoglioso؛ زادهٔ ۲۸ مهٔ ۱۹۷۹) بازیکن فوتبال سابق اهل انگلستان است که در خط میانه بازی می‌کرد.
از باشگاه‌هایی که در آن بازی کرده‌است می‌توان به باشگاه فوتبال مورکم، باشگاه فوتبال لیورپول، باشگاه فوتبال گرایس اتلتیک، باشگاه فوتبال فارست گرین راورز، باشگاه فوتبال چستر، باشگاه فوتبال نورتویچ ویکتوریا، باشگاه فوتبال مارین، باشگاه فوتبال کولوین بای، و باشگاه فوتبال یونایتد آف منچستر، باشگاه فوتبال ساوتپورت، باشگاه فوتبال دونکستر راورز، باشگاه فوتبال اشتون یونایتد، باشگاه فوتبال مورکم اشاره کرد.